# The Perfidy of Mary
The Perfidy of Mary és una pel·lícula muda de la Biograph dirigida per D. W. Griffith i protagonitzada per Dorothy Gish i Mae Marsh, entre d'altres. La pel·lícula es va estrenar el 5 d'abril de 1913.

## Argument
Mary i Rose són dues cosines que viuen a dues ciutats diferents. Les dues tenen un somni en el qual es troben en la "Terra de l'amor", un regne fantàstic i romàntic inspirat en un llibre que han llegit. En despertar-se, Mary rep una proposta de matrimoni, però el seu pare, descontent, l'envia amb la seva cosina Rose perquè s'oblidi del seu pretendent. Al seu torn, Rose rep la visita d'un altre pretendent tímid, que decideix rebutjar. Apareix aleshores un altre pretendent per a Rose, un Lothario seductor amb males intencions. L'arribada de Mary fa que el malvat canviï els seus interessos. Per ajudar al tímid pretendent de Rose, Mary accepta fugar-se amb el seductor al que li envia un misteriós missatge ... tot per reunir la seva cosina amb el tímid noi i ella mateixa amb el seu primer amant, deixant Lothario amb un pam de nas. A l'escena final, Rose i Mary passegen felices a la seva "Terra de l'amor" amb els seus enamorats.

## Repartiment
- Dorothy Gish (Rose)
- Mae Marsh (Mary)
- Walter Miller pretendent de Rose)
- Harry Hyde (pretendent de Mary)
- Lionel Barrymore (pare de Mary)
- Kate Bruce (mare de Mary)
- Gertrude Bambrick (personatge del llibre)
- Viola Barry (personatge del llibre)
- Olive Carey (camarera)
- William Gorman
- Robert Harron noi que dona indicacions
- J. Jiquel Lanoe (personatge del llibre)
- W.C. Robinson (porter)
- Henry B. Walthall (personatge del llibre)